# Fikkie (Rotterdam)

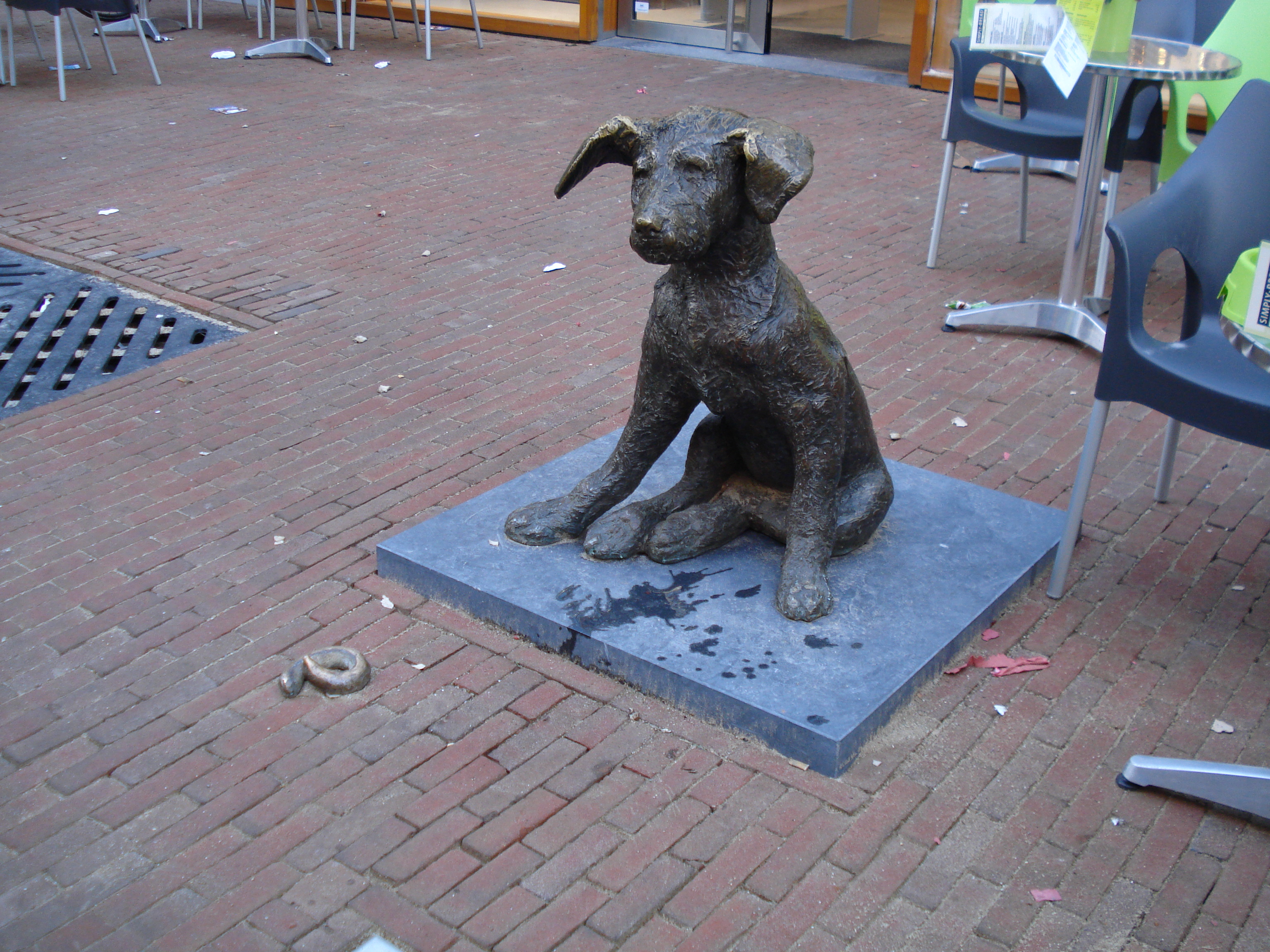
Fikkie

Fikkie is een standbeeld van kunstenares Joeki Simák, dat zich bevindt aan de Oude Binnenweg in de Nederlandse stad Rotterdam. Het beeld is in 1963 aan de stad aangeboden ter ere van het 10e lustrum van het Rotterdamsch Studenten Corps (RSC). Het beeld werd op 16 november 1963 onthuld door Karel Paul van der Mandele, toenmalig voorzitter van het College van Curatoren van de Nederlandse Economische Hogeschool (NEH). Het beeld Fikkie symboliseert de vergelijking met studenten: jong en eigengereid.
Fikkie stond oorspronkelijk op het Hermesplantsoen, vernoemd naar de gelijknamige sociëteit 'Hermes' waarin het Rotterdamsch Studenten Corps is gevestigd. Hier was het beeldje in 1966 verzamelpunt voor provohappenings. Het beeld is in 1975 verplaatst naar de Oude Binnenweg.
De drol die voor het beeld ligt hoorde oorspronkelijk niet bij het beeld maar is later aangeboden door de Roteb in het kader van de actie Rotterdam Schoon.